# Internationaal Persmuseum
Het Internationaal Persmuseum was van 1945 tot 1974 een museum in Den Haag, gewijd aan de geschiedenis en wetenschap van de pers.

## Willem van der Hout
Het museum bezat een omvangrijke collectie, verzameld door Willem Nicolaas van der Hout (1883-1963), journalist en docent in de publiciteitsleer aan de Universiteit Utrecht. Gedurende achtendertig jaar van zijn leven had hij een verzameling opgebouwd van vele duizenden objecten; kranten, tijdschriften en curiosa, alsmede een omvangrijke bibliotheek op het gebied van de pers. In de collectie Van der Hout bevond zich onder meer de oudst bekende krant van Nederland, gedateerd 20 april 1626, een “Münchener-Augsburger Abendzeitung”, die in 1609 verscheen, maar ook een groot aantal illegale nieuwsbladen en pamfletten uit de Tweede Wereldoorlog. De collectie omvatte tevens boeken, platen, spotprenten en gedichten, afkomstig uit de hele wereld. In totaal bezat het museum bij opening 27.000 objecten in meer dan 40 talen. Willem van der Hout had geen hele jaargangen verzameld, maar slechts de meest zeldzame exemplaren en interessantste nummers.

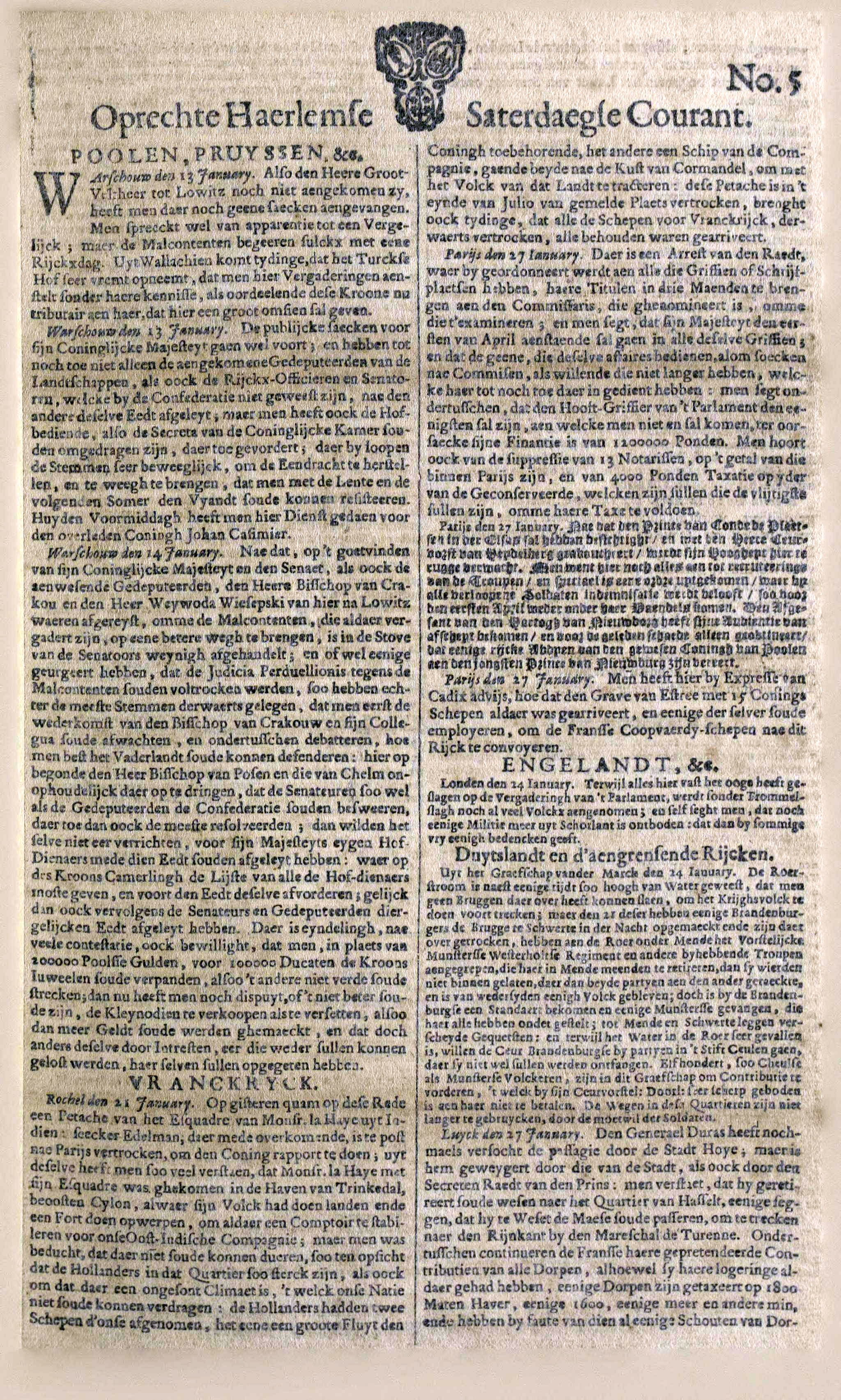
Opregte Haarlemsche Courant van 4 februari 1673

## Verzameling ondergedoken
In de collectie bevond zich ook het werk van Joodse en communistische auteurs, die het in Duitsland gedurende de jaren dertig zwaar te verduren hadden gekregen, onder meer tijdens publieke boekverbrandingen. Tijdens de Tweede Wereldoorlog had Van der Hout daarom zijn verzameling ergens verstopt, uit vrees dat de Duitse bezetter alles wat zij onwenselijk achtten zouden vernietigen, net zoals gebeurde met wat de nazi's noemden de Ontaarde Kunst. 

## Eigen huisvesting
Een eigen onderkomen kreeg het museum in 1948, in een negentiende-eeuws pand aan de Haagse Javastraat, dat de gemeente Den Haag al in 1946 beschikbaar stelde, maar welk eerst moest worden opgeknapt. Er was slechts ruimte voor een selectie uit de verzameling. De openingshandeling werd verricht door kunsthistoricus Jan Hulsker, die op dat moment hoofd was van de afdeling Kunstzaken van de gemeente Den Haag. Behalve als museumdirecteur functioneerde Willem van der Hout ook als conservator. De gemeente Den Haag stelde een bibliothecaris aan als medewerker van Van der Hout. In 1963 vertelde Van der Hout dat hij als directeur niets verdiende, maar dat zijn assistent als ambtenaar een behoorlijk salaris had. In een interview dat jaar stelde de museumdirecteur dat Belgen, Zwitsers, Duitsers, Engelsen, Zweden en Amerikanen het museum kwamen bezoeken, maar slechts weinig Haagse journalisten. Dat betreurde Van der Hout. Over de vele leerlingen van de middelbare school die het museum bezochten op zoek naar onderwerpen voor hun werkstukken, verstelde hij: „Ze kalken alles maar over zonder bronvermelding”.

## Einde museum
Willem van der Hout zocht naar een opvolger, maar kon er geen vinden. Niemand was geïnteresseerd én geschikt. Op zijn tachtigste verjaardag werkte hij daarom nog steeds in het museum dat hij zelf had opgericht. Zijn werk als docent aan de Universiteit van Utrecht was op zijn verzoek in 1959 beëindigd. In juli 1963 werd de bejaarde museumdirecteur aangereden in de Javastraat, waarna hij op 14 juli overleed aan zijn verwondingen, in het Haagse Westeinde Ziekenhuis. Hierna werd het Internationaal Persmuseum draaiend gehouden door zijn assistent. De bezoekersaantallen begonnen daarna terug te lopen, waarna het museum in juli 1974 werd gesloten. De laatste jaren waren er slechts 20-30 bezoekers per jaar geweest. Het had de Stichting Internationaal Persmuseum ontbroken aan het vermogen, om een grote investering aan geld en mankracht op te brengen, voor een „systematische en wetenschappelijke bewerking”, die zij nodig achtten om de collectie beter toegankelijk te maken voor het publiek en zo met haar tijd mee te kunnen gaan. De stichting die het museum beheerde, besloot daarom in 1978 om de collectie over te dragen aan het Persmuseum in Amsterdam. Een aantal publicaties en boeken over het Koninklijk Huis en de geschiedenis van Den Haag, werden overgedragen aan het Haags Gemeentearchief. In 2017 sloot ook het Persmuseum in Amsterdam haar deuren. De volledige collectie, waaronder die van het voormalige Haagse museum, werd toegevoegd aan die van het Nederlands Instituut voor Beeld en Geluid. Het beheer ervan werd echter ondergebracht bij het Internationaal Instituut voor Sociale Geschiedenis, alwaar de collectie van het voormalige Internationaal Persmuseum van Willem van der Hout toegankelijk is voor bestudering. 